# Eugène Revillout

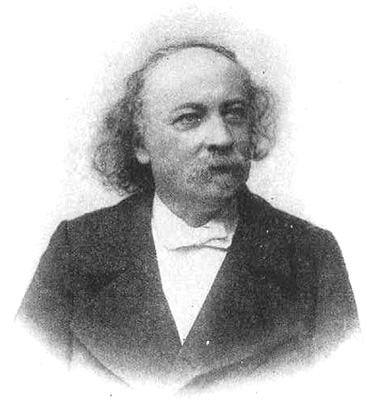
Eugène Revillout

Eugène Revillout (* 4. Mai 1843 in Besançon; † 11. Januar 1913) war ein französischer Ägyptologe.
Revillout war Konservator bei der ägyptischen Sammlung und Professor an der Schule des Louvre in Paris. Er beschäftigte sich insbesondere mit den jüngsten Zweigen der ägyptischen Sprache und Literatur, dem Demotischen und dem Koptischen. 
Revillout war einer der ersten, die sich mit der Rechtsgeschichte des alten Ägypten beschäftigten.
Er starb 1913.

## Werke
- Nouvelle chrestomathie démotique. Paris (1878)
- Chrestomathie démotique. Paris (1880)
- Le Roman de Setna. Paris (1880)
- Cours de langue démotique : un poème satirique. Paris (1884)
- Le procès d’Hermias : d’après les sources démotiques et des grecques. Paris (1884)
- Les obligations en droit égytien comparé aux autres droits de l’Antiquité. Paris (1887)
- Actes et contrats des musées égyptienne de Boulaq et du Louvre. Paris (1876)
- Le concile de Nicée d’après les textes coptes. Paris (1881)
- Lettres sur les monnaies égyptiennes. Paris (1895)
- Mélanges sur la métrologie, l’economie politique et l’histoire de l’ancienne égyptiennes. Paris (1896)
- Précis du droit égyptien. Paris (1902)
- Revue égyptologique als Herausgeber seit 1880 (begründet gemeinsam mit Heinrich Brugsch und François Chabas)